# Dakien
Dakien betegner et område i Sydøsteuropa i Antikken, der var beboet af dakere. Udgangspunktet var Transsylvanien, og det strakte sig til Donau mod syd, Sortehavet mod øst og Tisza mod vest. Karpaterne lå i midten af Dakien. Det svarer derfor nogenlunde til det moderne Rumænien, samt dele af Moldova, Bulgarien, Serbien, Ungarn, Slovakiet og Ukraine.
Området blev erobret af romerne i 106 og var kontrolleret af dem indtil 275.

## Dakien
Dakien dækkede et stort område fra moderne Slovakiet til Sortehavet, og inkluderede det moderne Rumænien. Man ved meget lidt om dakerne, som kaldtes getai af grækerne. Deres sprog tænkes at være et indoeuropæisk sprog beslægtet med thrakisk. De havde flere vigtige konger, deriblandt Burebista og Decebalus.
Dakien var også kendt for guldminer, som tiltrak romernes opmærksomhed.

## Romersk Dacia
- se Dacia

Romerriget erobrerede Dakien omkring 100 e.v.t. men måtte trække sig tilbage omkring 270 e.v.t.

## Efter Romerne
Situationen i Dakien efter romerne er meget uklar. Goterne overtog landet men blev senere underkastet Hunnerne. Man ved ikke, hvornår det dakiske sprog uddøde. Det moderne rumænske sprog stammer fra latin, men de første tekster findes først i 1300-tallet.
De følgende muligheder er omstridt af nationalister:
- Det rumænske synspunkt: Mange latinske kolonister forblev i Dakien og blev til de moderne rumænere.
- Det ungarske synspunkt: Alle latinske kolonister trak sig tilbage syd for Donau med den romerske hær.

Senere i middelalder vides det, at Dakien var tre fyrstendømme med rumænsk flertal: Valakiet, Moldavien og Transsylvanien – det sidste med store ungarske og tyske mindretal. Udtrykket "Dakien" er forældet og bruges ikke mere.

## Dakien og Dacia i senere tid
- I middelalderen brugte den Katolske kirke navnet "Dacia" for at betegne Skandinavien, især Danmark.
- Nogle gange bruges udtrykket "daco-rumænsk" til at skelne sproget fra andre romanske sprog i området, som f.eks. istrorumænsk og aromunsk.
- Navnet bruges også i Rumænien, f.eks. Automobile Dacia, det rumænske bilfirma.

Nogle nationalister påstår, at rumænerne nedstammer direkte fra daker, der lærte latin, ikke fra romerske kolonister. Denne idé, som kaldes "Dakisme", tiltrak Ceauşescu og han omdøbte nogle byer ved at tilføje deres antikke navne: f.eks. "Cluj" blev Cluj-Napoca, "Turnu Severin" blev Drobeta-Turnu Severin.